# Фонтане на Тргу Конкорд
Фонтане на Тргу Конкорд су две монументалне фонтане које се налазе на Тргу Конкорд у центру Париза. Дизајнирао их је Жак Ињас Хиторф, а завршене су 1840. године за време владавине краља Луја-Филипа. Јужна фонтана обележава поморску трговину и индустрију Француске, а северна фонтана обележава пловидбу и трговину на рекама Француске.

## Историја
Пре Француске револуције, у периоду 1753–1772, када се трг звао Трг Луј XV, архитекта Жак-Анж Габријел је дизајнирао план за монументалну статуу Луја XV са две фонтане, али због недостатка воде, то никада није спроведено. Габријел је завршио зграду Министарства морнарице са погледом на трг - њено присуство је касније утицало на избор тема за фонтане на тргу. 
Током Француске револуције, трг је преименован у Трг Револуције, тамо је постављена гиљотина, а краљ Луј XVI и хиљаде других су гиљотинирани у близини места садашњих фонтана. 1795. године, након завршетка Јакобинске диктатуре, трг је преименован у Трг Конкорд. Након обнове Монархије 1816. године, трг је преименован у знак сећања на краља Луја XVI.
Завршетак канала Урк 1824. године, који је доводио воду изван града у центар Париза, омогућио је изградњу нових фонтана на тргу. Године 1829, за време владавине краља Шарла X, град је расписао конкурс за нови план трга, који је требало да садржи не мање од четири фонтане. Један од учесника на конкурсу био је Жак Ињас Хиторф, Немац по рођењу, који је претходно дизајнирао декорацију за фестивале, сахране и крунисање Карла X, 1825. године. План Хиторфа садржао је четири фонтане у четири квадранта око коњичке статуе Луја XVI. Његов план није изабран.
Након Јулске револуције 1830. године, нови краљ Луј-Филип преименовао је трг Конкорд и одбацио ранији пројекат. Године 1831, када је египатски владар Мухамед Али поклонио краљу обелиск који датира из времена Рамзеса II из Луксора, Луј-Филип је изабрао Хиторфа да дизајнира поставку за обелиск на време за јулски фестивал 1833. намењен обележавању годишњице његове владавине. Убрзо након тога Луј-Филип му је дао налог да редизајнира цео трг.
Хиторф је радио на дизајну трга и четири фонтане од 1833. до 1840. године, блиско се консултујући са Клодом Филипом Бартелоом Рамбутоом, префектом Сене. Главни утицај на његов дизајн фонтана имале су две фонтане на Тргу Светог Петра у Риму, које су такође постављене са обе стране обелиска, а које је Хиторф видео током посете Риму 1820-их. Други утицај је имао Трг Навона у Риму, где су такође две фонтане биле постављене са обе стране обелиска. Као и фонтане на Тргу Навона, фонтане на Тргу Конкорд су постављене на осовину која је повезивала цркву Мадлен и улицу Ројал на северу и мост ка Палати Бурбон на југу.
На статуару фонтана радило је дванаест различитих вајара, под помним надзором Хиторфа, који се старао да цео ансамбл буде хармоничан и уравнотежен. Истакнута карактеристика дизајна обе фонтане била је капа у облику печурке изнад централног базена. Вода је требало да цури са врха капе, а затим каскадно пада у кружни базен, а затим у велики кружни базен испод.  Главне фигуре фонтана биле су од ливеног гвожђа, обојене бронзаном и златном бојом. Мање фигуре тритона и нереида биле су од бронзе.
Између 1833. и 1840. Хиторф је модификовао планове неколико пута. Године 1835, када је владин комитет известио да водоснабдевање неће бити довољно за четири нове фонтане, смањио је број на две. Обелиск је постављен на тргу 25. октобра 1836. године. Обе фонтане су завршене у мају 1840. године.
1862–1863, фонтане су обновљене, а бронзана и златна боја замењена бронзаним премазом.

## Скулптори
- Огист-Хиасант Дебе (Атлантик и Медитеран)
- Антоан Дебо (Корали и рибе)
- Ашил-Жозеф-Етјен Валоа (Шкољке и бисери)
- Исидор-Иполит Брион (Поморска пловидба, астрономија и трговина)
- Жан Франсоа Теодор Гештер (Рона и Рајна)
- Франсоа-Гаспар Лано (Цвеће и воће)
- Оноре-Жан Хусон (Пшеница и грожђе)
- Жан-Жак Фушер (Речна пловидба, индустрија и пољопривреда)
- Жан-Жак Елшушт, Луј-Перфе Мерлије, Антонен-Мари Моан (Тритони и неријаде). [3]

## Симболизам
Поморска фонтана, на југу, ближе реци Сени, представља поморски дух Француске. Велике полунаге фигуре које подржавају базен представљају Средоземно море и Атлантски океан. Друге фигуре испод базена представљају садржај мора; корале, рибе, шкољке и бисере. 
Фигуре су смештене на прамцу брода, симбол града Париза, а окружене су делфинима који прскају воду кроз ноздрве.
Изнад базена, која подржава капу у облику печурке, налазе се фигуре које представљају духове поморске пловидбе, астрономије и трговине. Поред њих су лабудови који избацују воду у базен испод.
У басену, тритони и нереиде држе рибе које изливају воду нагоре до ивице базена.
Фонтана река, на северу, ближе цркви Мадлен, има велике фигуре које подржавају базен које представљају реку Рону и реку Рајну. Друге главне фигуре представљају главне жетве Француске - пшеница и грожђе, цвеће и воће.
Фигуре изнад базена које носе капу представљају духове речне пловидбе, пољопривреде и индустрије.

## Водоснабдевање и дизајн фонтане
Воду за фонтане снабдевао је канал Урк, што је започео Наполеон на почетку своје владавине. Првобитне фонтане нису имале пумпе и радиле су помоћу гравитације - вода је текла из базена у Парку Вилет, где је вода из канала стизала у Париз, на вишој надморској висини од Трга Конкорд. Преливна вода је одлазила у Сену. Почев од 1840. 6.000 кубних метара воде дневно из Парка Вилет издвајано је за фонтане на тргу. 
Фонтане су биле пажљиво пројектоване тако да је вода равномерно текла са обода базена, чак и ако је ветар био јак и доток воде био неуједначен. Мали канал скривен унутар обода базена ублажава проток воде. 
У 20. веку гравитациони систем је замењен пумпама, које рециклирају воду.